# Blanzée
Blanzée é uma comuna francesa na região administrativa de Grande Leste, no departamento de Meuse.
Estende-se por uma área de 3,39 km². Em 2010 a comuna tinha 15 habitantes (densidade: 4,4 hab./km²).